# Mitraria coccinea
Mitraria coccinea es una especie del género Mitraria, en la familia Gesneriaceae. 
Es una planta trepadora leñosa, nativa de la pluviselva de Chile, y de los Andes del sur argentino. Se cultiva como planta ornamental en áreas libres de heladas.

## Descripción
Es un arbusto semitrepador o apoyante, inicia su vida de forma erguida y a medida que se elonga se apoya sobre los sustratos que encuentra para seguir creciendo en altura. Tiene raíces adventicias; los tallos nuevos son rojizos, pubescentes. Hojas opuestas, borde dentado, aovadas oblongas y ápice agudo; láminas verdosas oscuras de 1,5-4 x 1,5-2 cm; pecíolos de 3-5 mm de largo, pubescencia blanca. Las flores son hermafroditas, axilares, solitarias de 4-6 cm de largo; pedicelos de 3-5 cm de largo; cáliz de 4-5 sépalos con dos brácteas, pubescentes, en la base; corola tubular, 5-pétalos fusionados, rojizos; 4+1-estambres (un  estaminodio); 1-estilo, más corto que los estambres. El fruto es una baya globosa, 1-2 cm de diámetro en la que persiste el estilo, contiene numerosas semillas fusiformes de  2 mm de largo.

## Etimología
Mitraria, del latín  refiriéndose a las brácteas del cáliz, asemejadas a una mitra;  coccinea, del latín: rojo, por sus  flores.

## Nombre común
- Botellita, chilca, voquivoqui, vochivochi, flor mitre.